# Moussa Medella
Moussa Medella Mahamat Seid Youssouf, né à Mélea au Kanem (Tchad) le 20 janvier 1953 et décédé le 25 décembre 2022 à N’Djaména, est un homme politique tchadien.
Ancien ministre de la Santé et des Affaires Sociales, il est également le chef de canton de Médéléa, une chefferie traditionnelle du Kanem dont les origines remontent au Royaume du Kanem-Bornou,.
Il rejoint en 1976 le Frolinat (Front de Libération National du Tchad), un mouvement armé contre le gouvernement tchadien dominé alors par le sud dans la première guerre civile tchadienne. Il en devient l’un des principaux dirigeants en tant que président du Front Occidental -Force Occidental connu également sous le nom de 3ème armée.
À la suite des Accords de Lagos d'avril 1979 dont il est l’un des signataires, il intègre le Gouvernement d’Union Nationale de Transition (GUNT) présidé par Goukouni Oueddei en tant que ministre de la Santé et des Affaires Sociales.
Les factions qui composent le GUNT étant très hétérogènes avec des objectifs, des orientations politiques, et des aspirations différentes, elles restent armées car elles se méfient les unes des autres. Par conséquent, leur alliance s’effondre rapidement à la suite d’une attaque perpétrée en janvier 1980 par une unité armée de Hissène Habré contre une autre unité dans la préfecture du Ouaddaï. Cette attaque mène à la deuxième guerre civile qui s’achève en 1982, quand les forces de Habré renversent Goukouni.

## Biographie
Moussa MEDELLA est né à Mélea, un petit village situé dans la région du Kanem au Tchad. Il est issu de l’ethnie Daza (toubou). Agé seulement de quelques mois, il perd sa mère et il est élevé par sa famille maternelle. A l’âge de 6 ans, il quitte son village pour Dourbali , une ville située à 100 km au sud-est de la capitale, pour suivre comme les enfants de son âge des cours à l'école coranique. A 9 ans, il est envoyé à Fort-Lamy (ancien nom de la capitale N’Djamena) pour suivre un enseignement à l'école publique. A 16 ans, il part pour le Soudan pour poursuivre ses études.

### Le Front de Libération du Tchad (Fronlinat)

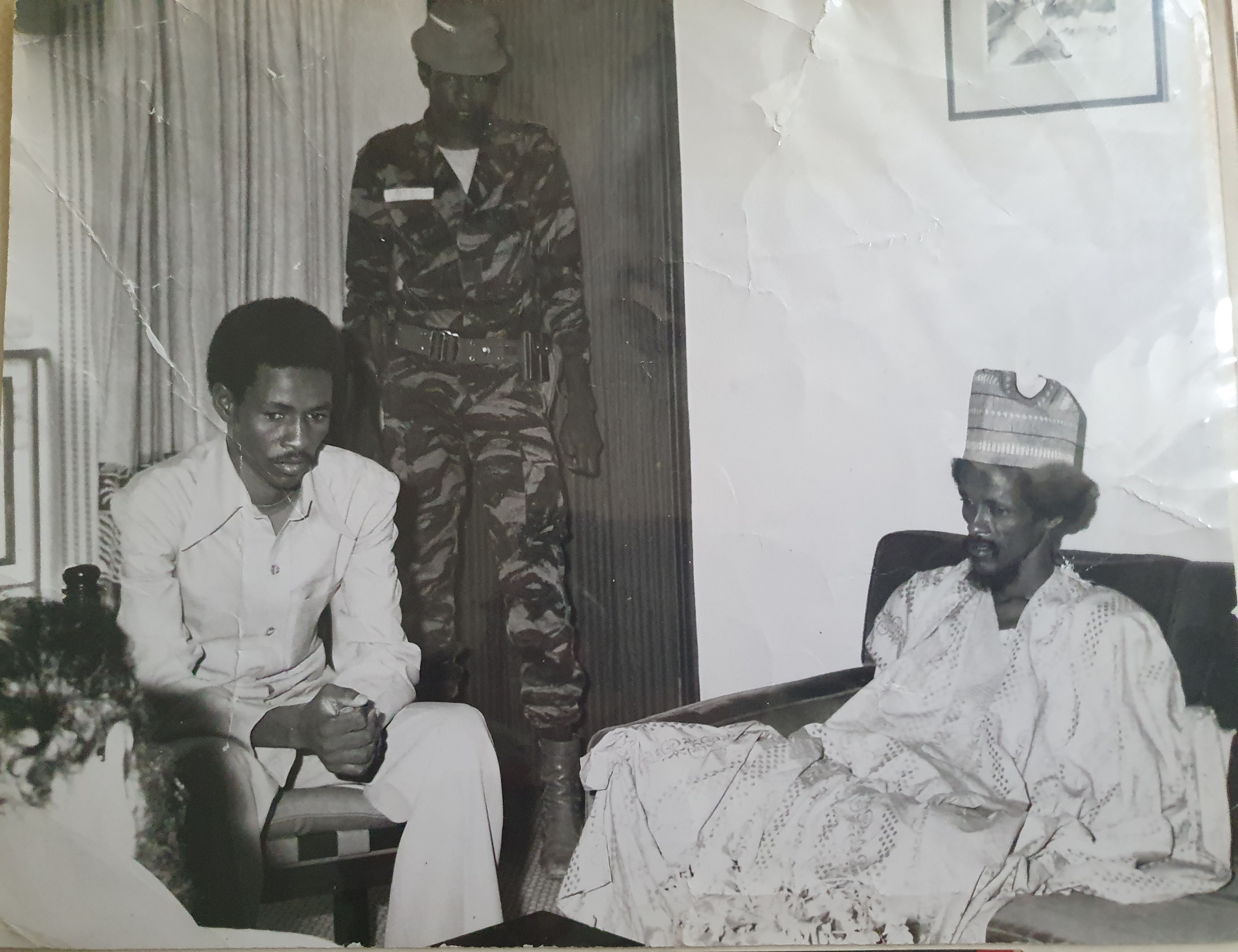
Réunion entre Moussa Medella ministre de la Santé et des Affaires Sociales et le chef de l'Etat, Goukouni Oueddei.

En 1976, Moussa Medella est en Arabie Saoudite où il décide de rejoindre les rangs du Fronlinat à travers son bureau situé dans le pays. De 1976 à 1978, il suit des formations militaires au sein de l’Organisation de Libération de la Palestine (OLP) au Sud-Liban puis à l’académie militaire en Syrie .
A la fin de sa formation, il rentre au Tchad et rejoint les rangs du MPLT (Mouvement pour la Libération du Tchad) au Lac Tchad. Il sera nommé au poste de secrétaire Chargé des Relations Extérieures.
Ce poste lui permet de voyager dans beaucoup de capitales en Afrique et au Moyen-Orient pour coordonner les activités des militants dans ces pays avec celles des combattants sur le terrain et solliciter une aide logistique.
Après le contrôle du Lac Tchad et d’une grande partie du Kanem, le MPLT entre à N’Djamena en février 1979. Cependant, des conflits internes entre les différentes factions du MPLT vont fragiliser le mouvement.
Moussa Medella prend alors la tête de la Force Armée Occidentale (FAO). Après les Accords de Lagos signés le 21 Août 1979, par les représentants des factions participants à la guerre civile, un Gouvernement d’Union Nationale de Transition est investi en novembre 1979.
Il sera nommé à 26 ans au poste de ministre de la Santé et des Affaires Sociales dans ce gouvernement présidé par Goukouni Oueddei.
Le 29 Avril 1981, il annonce depuis Khartoum sa démission de son poste de ministre en signe de protestation contre la présence libyenne au Tchad. Il accuse le président du GUNT d’avoir permis à l’armée libyenne d’entrer dans le pays sans avoir consulté ses ministres.
Après la prise de pouvoir par Hissène Habré en Juin 1982, il s’exile dans plusieurs pays dont l’Égypte, la Syrie, l'Irak et la France.

### Le Mouvement pour la Démocratie et le Développement (MDD)
Après l’éviction du pouvoir de Habré par Idriss Deby Itno et l’arrivée au pouvoir du Mouvement Patriotique du Salut (MPS) en 1990, Moussa Medella rejoint le Lac Tchad avec ses combattants et fonde le Mouvement pour la Démocratie et le Développement le 15 octobre 1991.
Les premiers affrontements avec les troupes gouvernementales tournent à l’avantage du MDD qui a une parfaite maitrise du terrain. A la fin de 1991 et début 1992, le MDD contrôle une grande partie de la province du Lac Tchad avec la prise de la ville de Bol en décembre 1991.
Cependant un déploiement massive de l'armée tchadienne dans la région du Lac conduit à la mort de plus de 400 combattants du MDD et l'emprisonnement d'une centaine d'autres parmi lesquels des leaders stratégiques, Sougui Saleh et Mahamat Saker.
Affaiblis à la suite de cette attaque et par des divisions internes, certains combattants du MDD rallient le Gouvernement, d’autres s’exilent dans les pays limitrophes où ils seront livrés aux autorités.
Avec les troupes restées fidèles, Moussa Medella réorganise son mouvement et le MDD continue le combat jusqu'à 1999. À la suite d’une médiation dirigée par le Soudan sous l’égide de Omar el-Bechir, il finira par regagner le pays en juillet 1999.

### Retour à N’Djamena

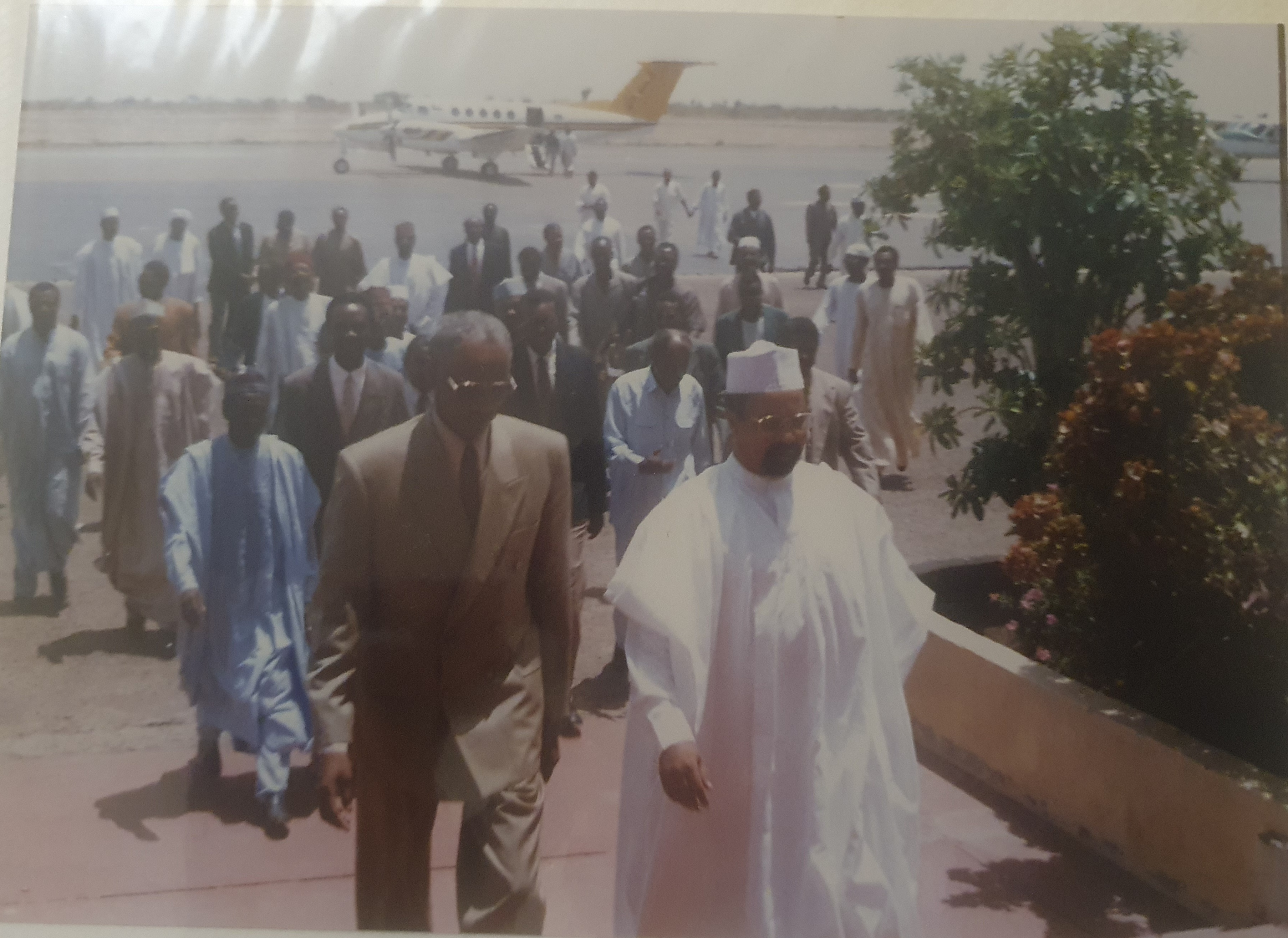
Accueil de Moussa Medella à son retour à N'Djamena en Juillet 1999.

A son retour, Moussa Medella occupe plusieurs postes à responsabilités. Il est nommé conseiller Chargé de Mission à la Présidence de la République, ambassadeur Itinérant à la Présidence, ambassadeur au Soudan. Il sera également élevé au grade de Général de brigade en 2006.
A la retraite depuis 2010, il reste impliqué dans la vie politique et sociale à travers son poste de chef de canton. Il participe notamment en 2022 au Dialogue National Inclusive et Souverain avec des interventions très remarquées notamment son échange avec le président du présidium.
Moussa Medella rédige ses mémoires dans un livre, « Pour le Tchad: Récit au cœur de la révolution » publié en 2015 et dans lequel il retrace son parcours politique.
Il est décédé le 25 décembre 2022 à son domicile à N’Djamena; Moussa Medella est une icone pour le Tchad.